# Gouvernement Bierlein
IIe République d'Autriche
Kurz I Kurz II
Le gouvernement Bierlein (en allemand : Bundesregierung Bierlein) est le gouvernement fédéral de la république d'Autriche entre le 3 juin 2019 et le 7 janvier 2020, durant la XXVIe législature du Conseil national.
Il est dirigé par la chancelière indépendante Brigitte Bierlein. Formé à la suite de la censure du gouvernement Kurz I, il succède à la coalition turquoise-bleue de Sebastian Kurz.

## Majorité et historique

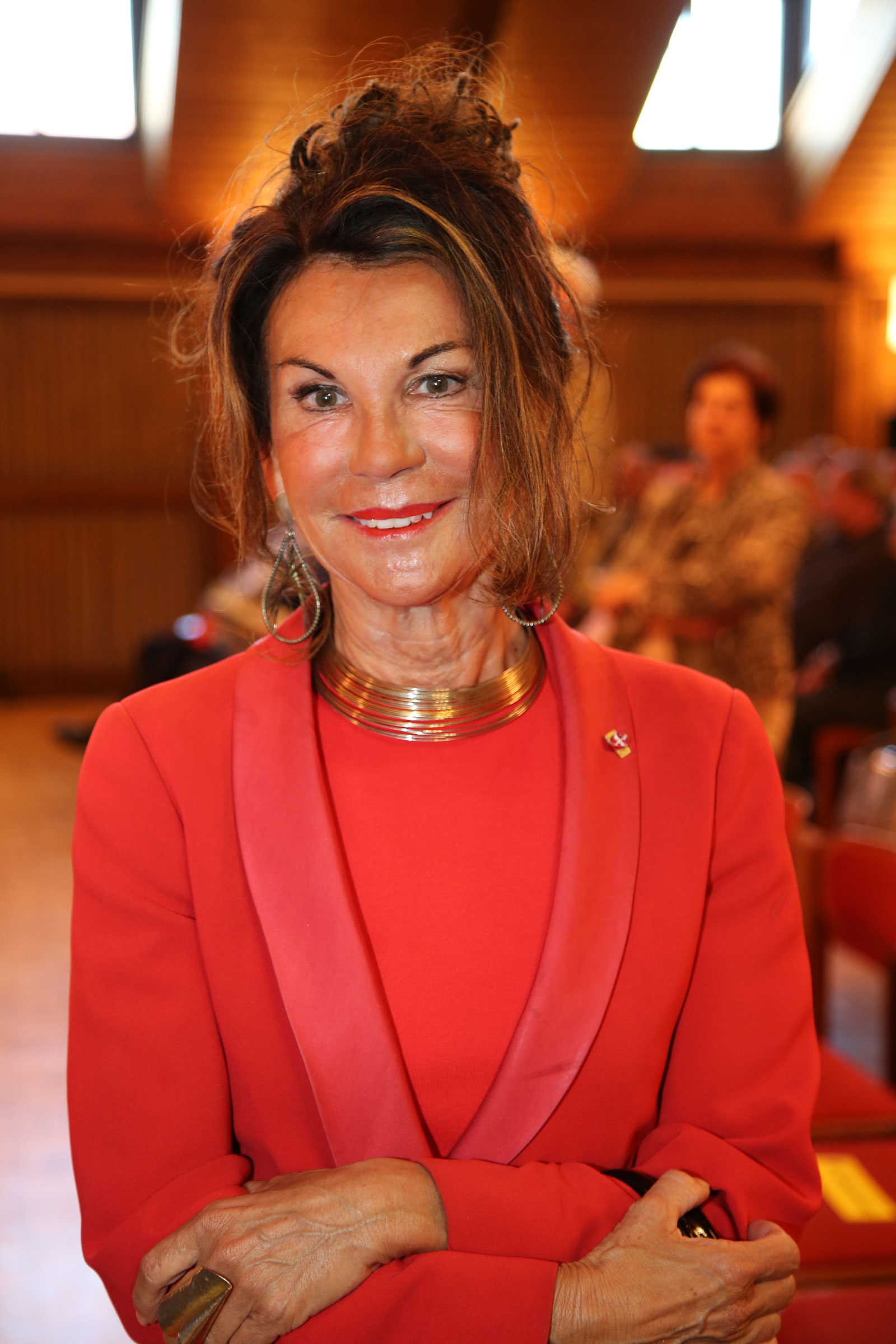
La chancelière fédérale, Brigitte Bierlein

Dirigé par la nouvelle chancelière fédérale indépendante Brigitte Bierlein, précédemment présidente de la Cour constitutionnelle, ce gouvernement est constitué de membres indépendants.
Il est formé à la suite de l'adoption d'une motion de censure contre le gouvernement Kurz I.
Il succède donc au gouvernement fédéral du chancelier conservateur Sebastian Kurz, constitué et soutenu par une « coalition turquoise-bleue » entre le Parti populaire autrichien (ÖVP) et le Parti de la liberté d'Autriche (FPÖ). Ensemble, ils disposent de 113 députés sur 183, soit 61,7 % des sièges du Conseil national.
Le 18 mai 2019, à huit jours des élections européennes, et au lendemain de la publication d'une vidéo tournée en 2017 où on le voit expliquer à une femme se présentant comme la nièce d'un oligarque russe, comment financer son parti et racheter un journal pour rendre sa ligne éditoriale proche du FPÖ, Strache démissionne du gouvernement. Kurz annonce le jour même des élections législatives anticipées. Le lendemain, le président Van der Bellen déclare souhaiter que le scrutin ait lieu en septembre, si possible dès le début du mois. Les sociaux-démocrates réclament le remplacement des ministres FPÖ par des indépendants. Le 20 mai, tous les ministres FPÖ quittent le gouvernement. Le 27 mai, une motion de censure obtient notamment le soutien du FPÖ et du SPÖ. Le vice-chancelier Hartwig Löger succède à Kurz à partir du 28 mai. Le 30 mai, la présidente de la Cour constitutionnelle, Brigitte Bierlein, est chargée de former un gouvernement de technocrates jusqu'aux prochaines législatives.
Assermenté le 3 juin, il s'agit du premier gouvernement paritaire et du premier gouvernement dirigé par une femme. De même, il s'agit du premier gouvernement constitué par le président fédéral.

## Composition
| Fonction | Titulaire | Titulaire              | Titulaire              | Parti |
| --- | --------- | ---------------------- | ---------------------- | ----- |
| Chancelière fédérale |           | Brigitte Bierlein      | Brigitte Bierlein      | Sans  |
| Vice-chancelier (jusqu'au 01/10/2019) Ministre fédéral de la Constitution, des Réformes, de la Déréglementation et de la Justice |           | Clemens Jabloner       | Clemens Jabloner       | Sans  |
| Ministre fédéral des Finances Ministre fédéral de la Fonction publique et des Sports                                             |           | Eduard Müller          | Eduard Müller          | Sans  |
| Ministre fédéral de l'Europe, de l'Intégration et des Affaires étrangères Ministre fédéral des Arts, de la Culture et des Médias |           | Alexander Schallenberg | Alexander Schallenberg | Sans  |
| Ministre fédéral de l'Intérieur                                                                                                  |           | Wolfgang Peschorn      | Wolfgang Peschorn      | Sans  |
| Ministre fédérale du Travail, des Affaires sociales, de la Santé et de la Protection des consommateurs                           |           | Brigitte Zarfl         | Brigitte Zarfl         | Sans  |
| Ministre fédérale du Développement durable et du Tourisme                                                                        |           | Maria Patek            | Maria Patek            | Sans  |
| Ministre fédéral de la Défense nationale                                                                                         |           | Thomas Starlinger      | Thomas Starlinger      | Sans  |
| Ministre fédéral des Transports, de l'Innovation et de la Technologie                                                            |           | Andreas Reichhardt     | Andreas Reichhardt     | Sans  |
| Ministre fédérale de l'Éducation, de la Science et de la Recherche                                                               |           | Iris Rauskala          | Iris Eliisa Rauskala   | Sans  |
| Ministre fédérale du Numérique et des Entreprises                                                                                |           | Elisabeth Udolf-Strobl | Elisabeth Udolf-Strobl | Sans  |
| Ministre fédérale des Femmes, de la Famille et de la Jeunesse                                                                    |           | Ines Stilling          | Ines Stilling          | Sans  |